# Chronologie des faits économiques et sociaux dans les années 1690
Chronologie de l'économie
Années 1680 - Années 1690 - Années 1700

## Événements
- 1687-1700 : pessimum du Petit âge glaciaire[1]. Hivers très rigoureux, printemps et étés froids, vendanges tardives. Décennie exceptionnellement froide et humide en Allemagne du Sud. Mauvaises récoltes en Europe (1691-1703)[2]. L'hiver très rigoureux de 1693 et les printemps pluvieux de 1693 et 1694 provoque une grande famine[3].
- Après 1689 : émigration de catholiques venus du sud de l’Allemagne en Hongrie et dans les Carpates à l’appel de l’empereur Léopold Ier[4].
- 1690 : en Allemagne du Nord, le tiers des champs cultivés avant 1618 est encore inexploité[5].
- 1693-1695 : les premiers gisements d'or sont découverts au Brésil dans les Minas Gerais[6]. Pierre II de Portugal, disposant de cet or à partir de 1699, ne convoque plus les Cortes après 1697[7].  735 kilos d’or arrivent à Lisbonne en 1699.
- 1694-1695 : dernière épidémie de peste en Espagne[8].
- 1695-1720 : maximum historique des glaciers scandinaves[9].
- 1695-1697 : famine en Europe du Nord. La Norvège (1695-1696) et la Suède (1696-1697) perdent moins de 10 % de leur population. Un tiers de la population finlandaise est décimée. L’Estonie perd environ 20 % de sa population. L'Écosse, atteinte entre 1697 et 1699, perd 13 % de sa population[10].
- 1697 : suppression de la langue ruthène des registres des tribunaux de la république des Deux Nations. La république polono-lituanienne garde l’aspect d’un État multinational. Si la « nation des nobles » est devenue plus homogène par la polonisation des Ruthènes, le catholicisme commun et les liens de parentés, les bourgeoisies germanisées dominent au nord et à l’est du pays et les paysanneries sont diverses : Polonais, Ruthènes, Lituaniens, Biélorusses, Allemands et Juifs parlent des langues différentes et demeurent illettrés. Les religions catholiques, luthériennes, calvinistes, orthodoxes constituent une vaste mosaïque à laquelle s’ajoutent de nombreuses sectes[11].
- 1698 : le Japon produit 55 000 tonnes de cuivre et en exporte 48 000 par Nagasaki. La fuite des métaux favorise l’inflation[12].
- 1699 :
  - création en Russie de compagnies marchandes et industrielles bénéficiant d’un monopole[13].
  - fin de la guerre contre les Turcs en Hongrie. Elle entraîne une forte augmentation des contributions. La récupération des terres par la noblesse se heurte à une procédure compliquée. Conservées par le fisc royal, elles sont vendues à des aristocrates viennois comme le prince Eugène, les Starhemberg ou à des fournisseurs de guerre. Il s’y ajoute une politique de rapine, qui sous prétexte de complicité avec Imre Thököly, saisit les domaines nobles hongrois[11].

### Îles Britanniques
- 1690 : la production de charbon en Angleterre est de 2,5 millions de tonnes (5 millions en 1750)[14].
- 1690-1780 : en Angleterre, la consommation de coton brut quintuple[14].
- 1691 : dépossession des catholiques Irlandais après le traité de Limerick. Plus de trois mille kilomètres carrés de terres sont donnés à des Protestants. Les catholiques ne possèdent plus qu’un septième du sol. De 1695 à 1727, par une série de mesures dites Lois pénales, ils sont déchus de leurs droits civiques, exclus des fonctions commerciales et juridiques. Il leur est interdit de posséder des armes, des chevaux, d’enseigner publiquement, d’acquérir de la terre autrement que par héritage[15]…
- 1694 : ouverture de la Banque d'Angleterre[16].
- 1697 : en Angleterre la dette publique atteint 16 millions de £. Après 1696, la part de la land tax dans les impôts atteint 52 % puis décline pour se maintenir autour de 30 % après 1730. Les impôts indirects (customs et excise) prennent le relais[17].

### France
- 1688-1713 : début des exportations de draps languedociens vers le Levant (2 200 pièces en 1688, 11 962 pièces en 1695, 11 000 en 1702, 32 240 en 1713)[18].
- 1690 :
  - les effectifs théoriques de l’armée française s’élèvent à 435 000 hommes[19].
  - les revenus net de l’État français atteignent 800 tonnes d’équivalent-argent[20].
- 1690-1713 : déclin de la production agricole constatée par la baisse du produit des dîmes[18]. Il épargne l’Alsace et la Bourgogne. L’Île-de-France se maintient jusqu’en 1703.
- 1692-1700 : série de vendanges tardives dans le nord de la France[21]. Mauvaises récoltes dans le Bordelais (1692-1695). Les négociants girondins font appel aux vins de Languedoc pour remplir leurs engagements commerciaux.
- 1693-1694 : grande famine, favorisant les épidémies. Entre 6 et 10 % de la population disparait[10].
- 1695 : établissement de la capitation, impôt occasionnel, pour faire face aux dépenses de la guerre de la Ligue d'Augsbourg ; les contribuables des trois ordres sont répartis en 22 classes selon leur situation sociale présumée[22].
- 1697-1698 : le Mémoires des intendants pour l'instruction du duc de Bourgogne permet d'évaluer pour la première fois la richesse globale du royaume, grâce à un tableau complet des recettes et des dépenses, réalisé par les intendants et les inspecteurs de manufactures[23]..
- 1697 : taxe sur les étrangers et leurs descendants établis en France dès 1600 ; c'est un échec financier et diplomatique[24].
- 1699 et 1700 : bonnes récoltes et baisse des prix du grain[25].

## Démographie
- 1690 : 200 000 habitants en Nouvelle-Angleterre[26]. Les esclaves noirs représentent 8 % de la population des colonies.
- 1694 : 980 Européens vivent au Cap. 1147 en 1699, dont 402 hommes, 224 femmes et 521 enfants. Les hommes vivent souvent en concubinage avec des femmes indigènes et ces unions donnent naissance à une communauté relativement importante de coloured. En dépit de ce métissage ethnique, les Blancs se considèrent comme une communauté distincte et hégémonique, obsédée par la préservation de la « pureté de la race ».
- 1695 : les États des Habsbourg comprennent 8 millions d’habitants[27].

- Antilles françaises : entre 1695 et 1915, pour 6200 départs d’homme depuis La Rochelle et 1900 de Dieppe, on ne compte que 90 femmes[28].
- 150 000 émigrants portugais se sont installés au Brésil depuis 1660.